# Nigrospora musae
Nigrospora musae är en svampart som beskrevs av McLennan & Hoëtte 1933. Nigrospora musae ingår i släktet Nigrospora, ordningen Trichosphaeriales, klassen Sordariomycetes, divisionen sporsäcksvampar och riket svampar.   Inga underarter finns listade i Catalogue of Life.